# Maman Colibri (film, 1929)
Pour les articles homonymes, voir Maman Colibri.
Pour plus de détails, voir Fiche technique et Distribution.
Maman Colibri est un film français réalisé par Julien Duvivier, sorti en 1929.

## Synopsis
Une mère de famille, fantaisiste et rêveuse, tombe amoureuse d'un jeune spahi. Elle quitte mari et enfants pour le suivre en Algérie.

## Fiche technique
- Titre français : Maman Colibri
- Réalisation : Julien Duvivier
- Scénario : Julien Duvivier, Joe May, Noël Renard et Hans Székely d'après la pièce d'Henry Bataille
- Décors : Christian-Jaque et Fernand Delattre
- Production : Vandal et Delac
- Pays de production :  France
- Format : Noir et blanc - 1,33:1 - Film muet
- Dates de sortie : 
  - Allemagne : 23 octobre 1929
  - France : 5 février 1930

## Distribution
- Maria Jacobini : la baronne Irène de Rysbergue
- Jean Dax : le baron de Rysbergue
- Jean Gérard : Richard de Rysbergue
- Jean-Paul de Baëre : Paul de Rysbergue
- Francis Lederer : Georges de Chambry
- Lya Lys : la jeune femme
- Hélène Hallier : Miss Dickson
- Blanche Beaume : Annette